# 木原真佐人
木原 真佐人（きはら まさと、1986年7月13日- ）は、兵庫県西宮市出身の元陸上競技選手（長距離種目）。報徳学園高校、中央学院大学卒業。

## 人物・来歴
報徳学園高校では竹澤健介と同級生であった。また、中央学院大学で指導を受ける川崎勇二監督も報徳学園高校の同窓で先輩に当たる。高校時代はインターハイ予選の兵庫県大会・近畿大会の5,000mで竹澤健介や西脇工業高校のエース東野賢治に競り勝ち優勝をしている。島根インターハイでは予選を通過、決勝では10位（日本人選手では5位）の成績を残している。
大学1年（2006年）から箱根駅伝に出場し、1区（21.4km）区間賞を獲得。このときはまだそれほど有名ではなく、その日解説を務めた瀬古利彦も木原の名前を知らなかった。2006年には、上尾シティマラソン大会（ハーフマラソン）で1時間01分50秒と日本人学生記録を樹立。日本インカレ、関東インカレ（2部）、箱根駅伝予選会では2位に入った。箱根駅伝では2年次（2007年）から3年続けて各校のエースが集う花の2区（23.2km）を任され、3年次（2008年）には日本人トップとなる区間3位の快走を見せた。9区で区間新記録を出し最優秀選手にも輝いた主将の篠藤淳とともに母校の箱根駅伝史上初の3位に大きく貢献、4年次（2009年）も日本人トップの区間3位でチームの順位を8つ上げた。
2008年にはチームが3位に入った箱根駅伝2区の他、積極的に先行した札幌国際ハーフマラソンでは5位（日本人1位）となり、世界ハーフマラソン選手権日本代表に選出された。また同年の全日本大学駅伝では2区区間賞の成績を残している。
大学卒業後はカネボウ化粧品に入社。2010年1月1日に行われたニューイヤー駅伝では、社会人1年目にして1区（12.3km）区間賞を獲得した。
2016年3月、カネボウ化粧品を退社し、SGホールディングス（旧・佐川急便）陸上競技部に移籍、2018年2月をもって引退した。

## 主な戦績
- 2004年 インターハイ予選兵庫県大会 5,000m 1位 14分47秒37
- 2004年 インターハイ予選近畿大会 5,000m 1位 14分33秒33
- 2004年 島根インターハイ 5,000m 10位　14分27秒18 (予選5位 14分26秒90)
- 2004年 第55回全国高校駅伝兵庫県大会 4区区間賞 24分01秒
- 2004年 第55回全国高校駅伝近畿大会 4区区間賞 23分57秒
- 2004年 第55回全国高校駅伝 4区10位　23分59秒
- 2006年 第82回箱根駅伝1区 区間賞 1時間03分42秒
- 2006年 日本インカレ10000m 2位 28分45秒35
- 2007年 第83回箱根駅伝2区 区間7位 1時間09分14秒
- 2007年 箱根駅伝予選会 20.0km 2位 58分40秒（日本人歴代最高）
- 2008年 第84回箱根駅伝2区 区間3位 1時間07分42秒（日本人トップ）
- 2008年 第51回札幌国際ハーフマラソン大会 5位 1時間02分07秒（日本人トップ）
- 2008年 日本選手権10000m 6位 28分06秒48
- 2008年 第40回全日本大学駅伝2区 区間賞 37分44秒 東洋大学 柏原竜二と同タイム
- 2009年 第85回箱根駅伝2区 区間3位 1時間08分22秒（日本人トップ）
- 2010年 第54回全日本実業団対抗駅伝競走大会1区 区間賞 35分28秒
- 2011年 第52回東日本実業団対抗駅伝競走大会 4区区間賞 28分43秒（区間新記録）

## 記録

### 自己ベスト
- 1500m - 3分46秒72（2010年)
- 5000m - 13分34秒21（2010年）
- 10000m - 27分52秒75（2009年）
- ハーフマラソン - 1時間01分15秒（2012年)

### 日本代表歴
- 2008年 IAAF世界ハーフマラソン選手権 ブラジル大会 日本代表　ハーフマラソン83位　1時間20分05秒